# Cetimaju
Cetimaju is een kevergeslacht uit de familie van de boktorren (Cerambycidae). De wetenschappelijke naam van het geslacht werd voor het eerst geldig gepubliceerd in 2007 door Galileo & Martins.

## Soorten
Cetimaju is monotypisch en omvat slechts de volgende soort:
- Cetimaju abare Galileo & Martins, 2007